# Regeringen Atli Dam VI
Atli Dams sjette regering var Færøernes regering fra den 15. januar 1991 til den 24. april 1993. Den blev reorganiseret den 18. januar 1993, men blev ikke efterfulgt af Marita Petersens regering før 24. april. Reorganiseringen gik ud på at Atli Dam gik ud af regeringen, mens Marita Petersens opgaver blev overført til Thomas Arabo og Jóannes Eidesgaard. Atli Dams sjette regering var en koalition mellem Javnaðarflokkurin og Fólkaflokkurin.
|                                                    | Minister            | Parti | Fra              | Til              |
| -------------------------------------------------- | ------------------- | ----- | ---------------- | ---------------- |
| Lagmand                                            | Marita Petersen     | JF    | 18. februar 1993 | 24. april 1993   |
|                                                    | Atli Dam            | JF    | 15. januar 1991  | 18. februar 1993 |
| Vicelagmand                                        | Jógvan Sundstein    | FF    | 15. januar 1991  | 24. april 1993   |
| Ministerium                                        | Minister            | Parti | Fra              | Til              |
| Finans- og Kommunalministeriet                     | Jógvan Sundstein    | FF    | 15. januar 1991  | 24. april 1993   |
| Industri- og handelsministeriet                    | Thomas Arabo        | JF    | 15. januar 1991  | 18. februar 1993 |
| Industri- og skoleministeriet                      | Thomas Arabo        | JF    | 18. februar 1993 | 24. april 1993   |
| Social-, sundheds-, erhvervs- og Kulturministerium | Jóannes Eidesgaard  | JF    | 18. februar 1993 | 24. april 1993   |
| Social-, sundheds- og erhvervsministeriet          | Jóannes Eidesgaard  | JF    | 15. januar 1991  | 18. februar 1993 |
| Kultur-, skole- og justitsministeriet              | Marita Petersen     | JF    | 15. januar 1991  | 18. februar 1993 |
| Trafik-, energi- og miljøministeriet               | Svend Aage Ellefsen | FF    | 15. januar 1991  | 24. april 1993   |
| Fiskeri- og landbrugsministeriet                   | John Petersen       | FF    | 15. januar 1991  | 24. april 1993   |

## Eksterne links
- Statsministre og regeringer siden 1948 Arkiveret 6. oktober 2014 hos  Wayback Machine

| Portal | Portal:Færøerne |